# Château de Monthey
Le château de Monthey ou Château-Neuf est un château situé à Monthey, dans le canton du Valais, en Suisse.
Probablement construit au XIVe siècle, il abrite notamment les gouverneurs de Monthey et, au XVIe siècle, le bailli du Chablais. Depuis 2000, il sert à l'association du Vieux-Monthey comme musée sur l'histoire de la ville de Monthey.

## Géographie

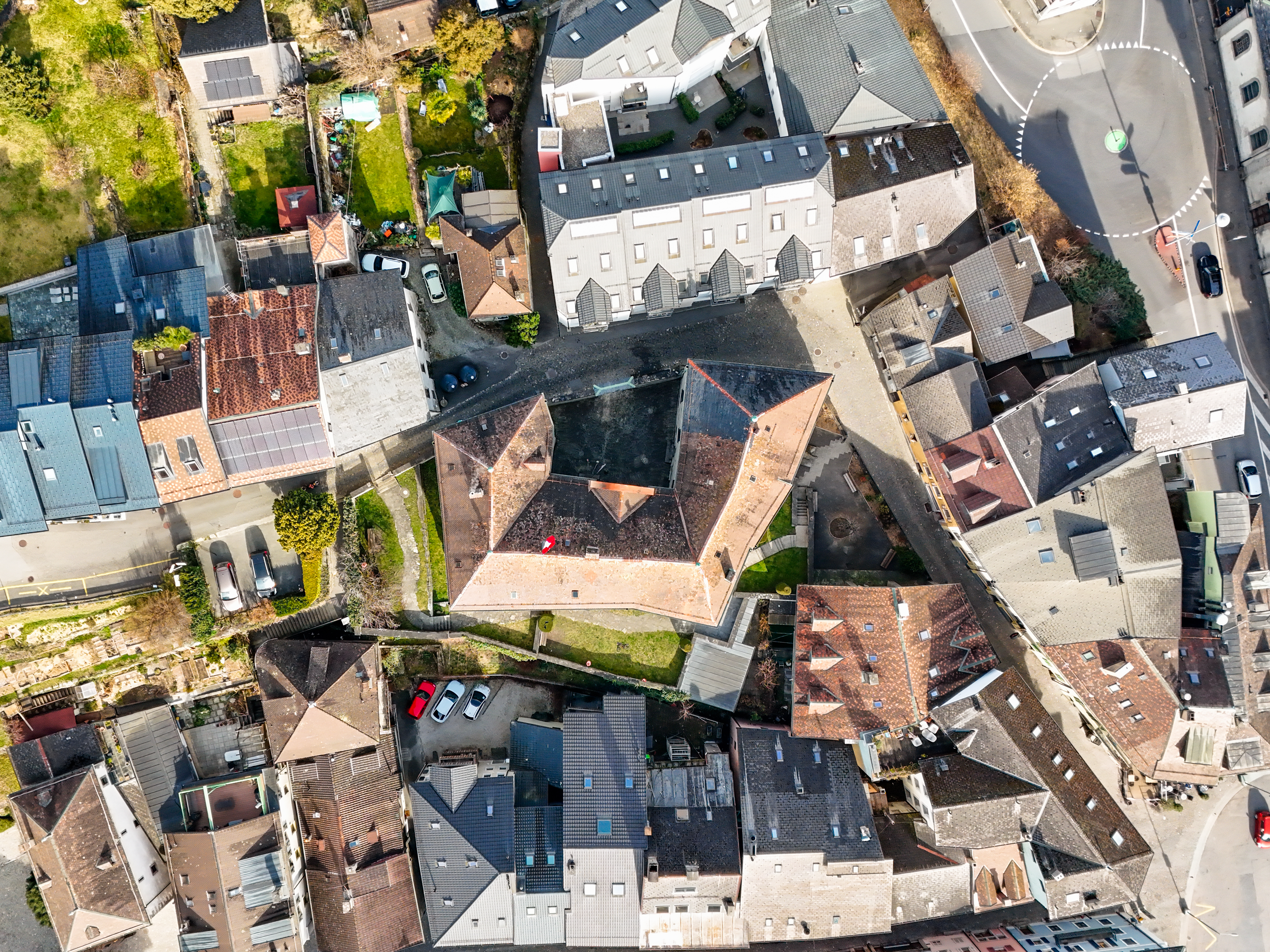
Vue du dessus du château de Monthey.

Le château de Monthey ou Château-Neuf, se situe sur un contrefort au sud de l'ancienne route menant au val d'Illiez.

## Histoire
Le château de Monthey est l'édifice le plus vieux encore présent à Monthey. La date de construction n'est pas connue, mais il est l'objet de réparations au milieu du XIVe siècle, figure sur un acte d'achat datant de 1420 qui stipule que le bâtiment est « récent » et est répertorié pour la première fois lors d'une reconnaissance en 1437. En 1507, il est occupé par le bailli du Chablais et est agrandi et réaménagé en 1520. Après la conquête du Bas-Valais par les Sept-Dizains en 1536, le château devient le siège du gouvernement de Monthey. Entre 1551 et 1554, des travaux sont effectués pour rénover la tour du château et la salle de la Bourgeoisie. En 1606 le bourg de Monthey connaît un important incendie qui endommage partiellement le château. De vastes travaux prennent place entre 1663 et 1664 pour construire les ailes sud et ouest ainsi que le mur qui ferme la cour. En 1900, la commune et la bourgeoisie de Monthey rachètent le château. La gendarmerie et la prison y emménagent avec l'ensemble des services communaux. Le bâtiment est classé monument historique communal entre 1907 et 1910 puis fédéral en 1952. Une restauration complète est effectuée en plusieurs parties entre 1953 et 1970. En 2000, l'association du Vieux-Monthey emménage au château et y établit un musée.

## Description
Le château est composé de trois ailes différentes qui entourent une cour fermée d'un mur au nord. Le bâtiment se distingue grâce à ses galeries à arcade, son mobilier et ses peintures baroques et sa boiserie pouvant dater jusqu'à 1550 ; la plus ancienne boiserie du district de Monthey. Il est cependant très marqué par les différents agrandissements qu'il a subis et les différentes parties sont facilement identifiables. Par exemple, l'ancienne tour fait partie de l'angle entre l'aile est et sud et n'est plus visible, mais son contour est toujours présent à l'intérieur du bâtiment.

Le château de Monthey.
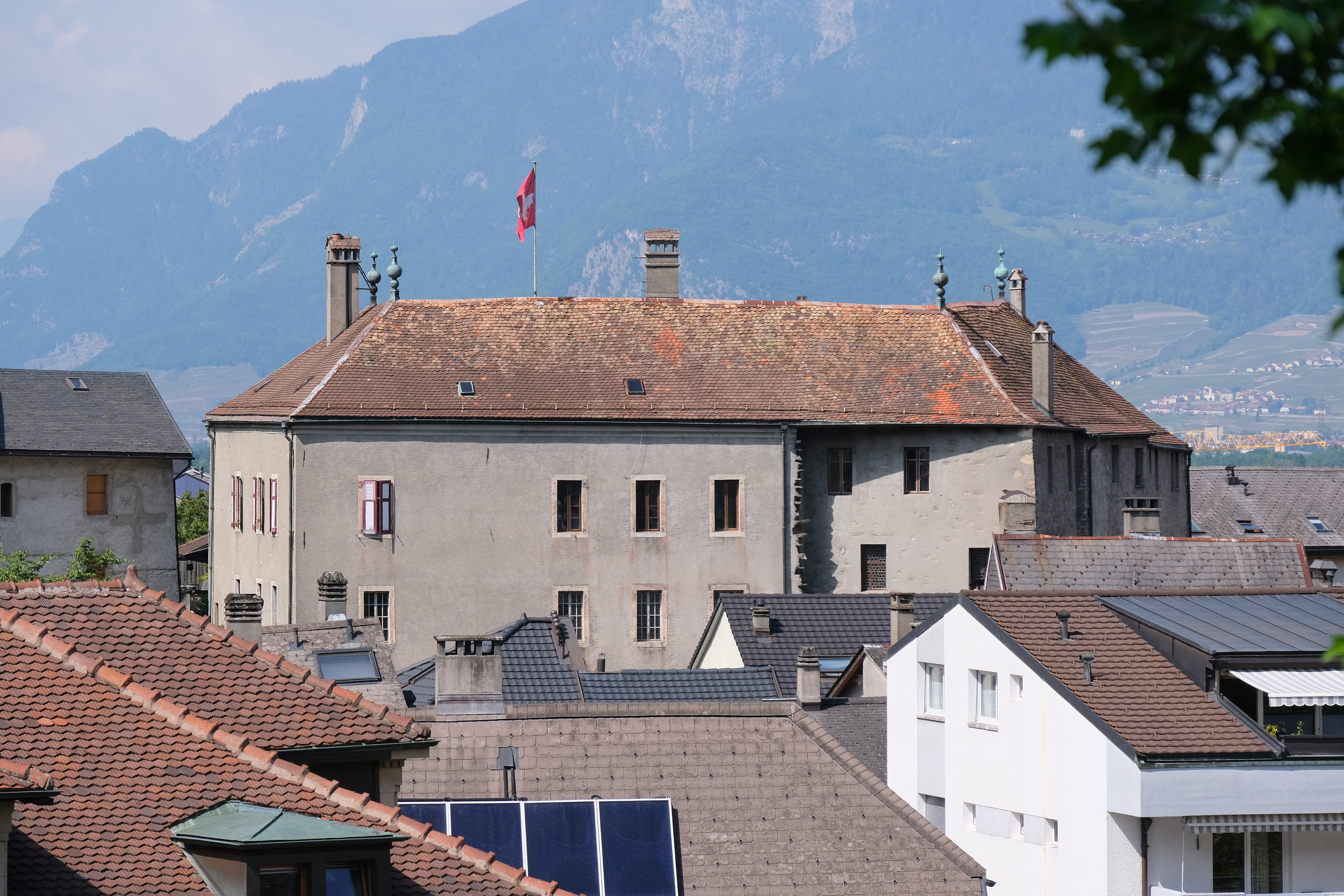
Vue depuis le château-Vieux.
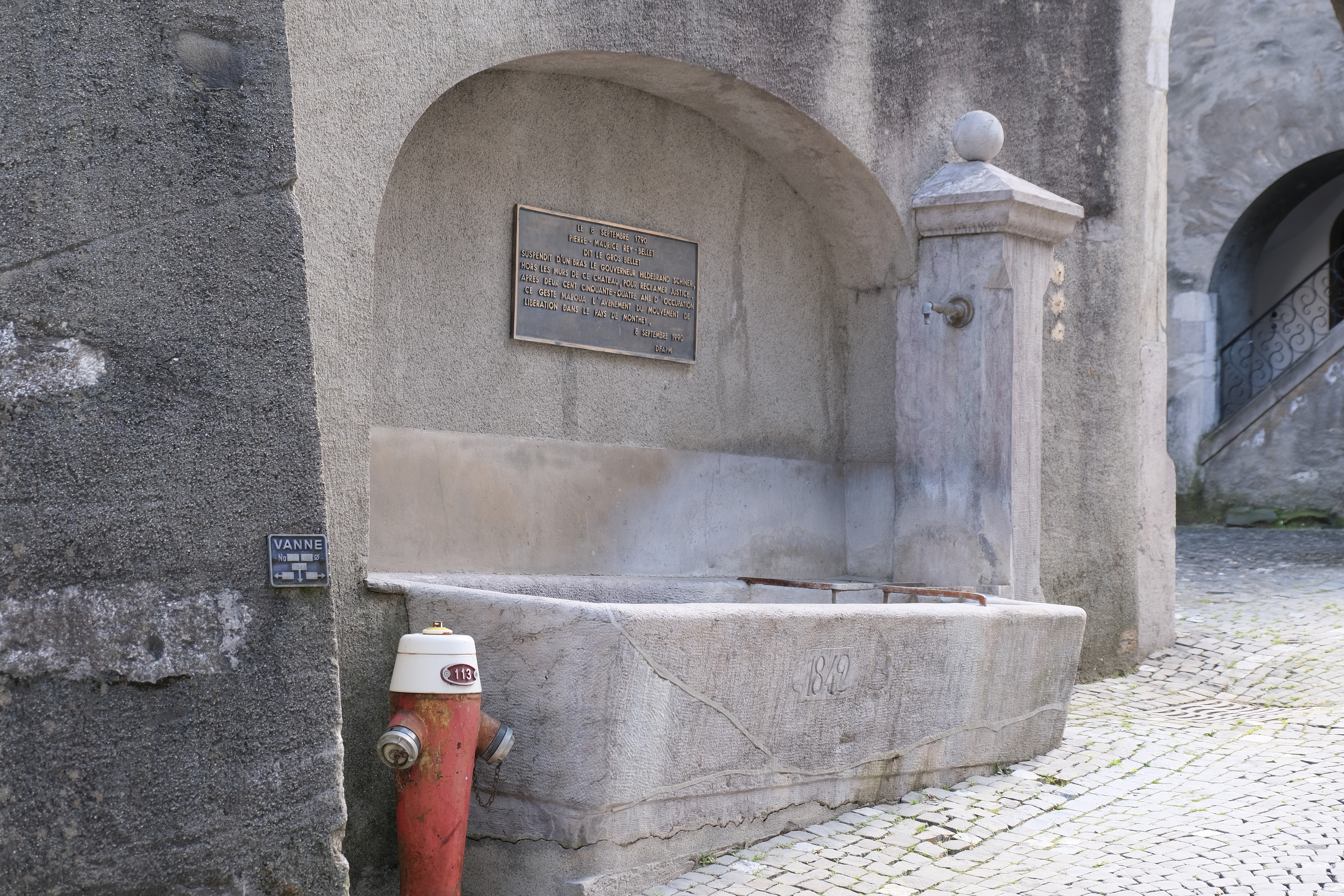
Fontaine devant l'entrée du château.
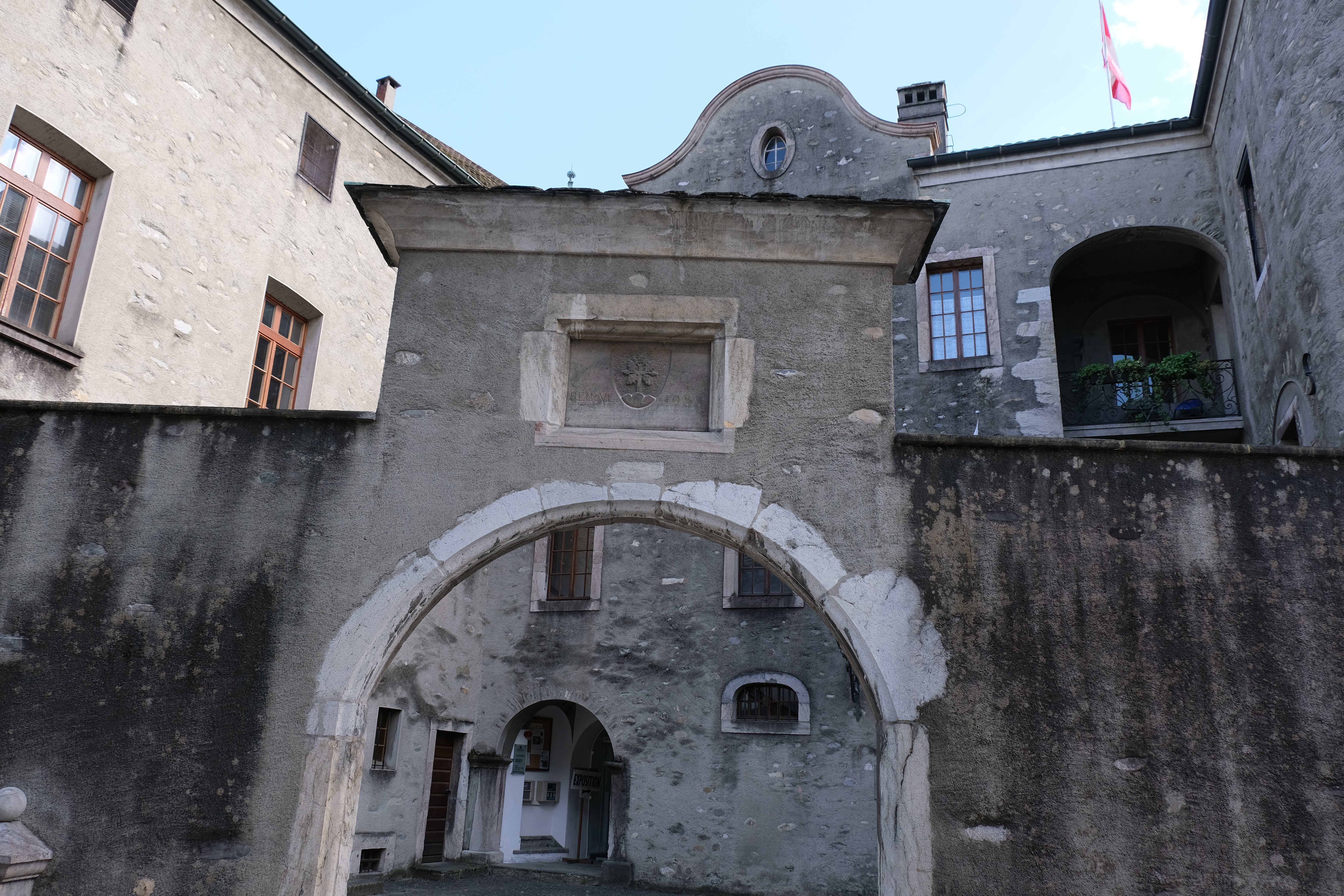
Entrée de la cour du château.
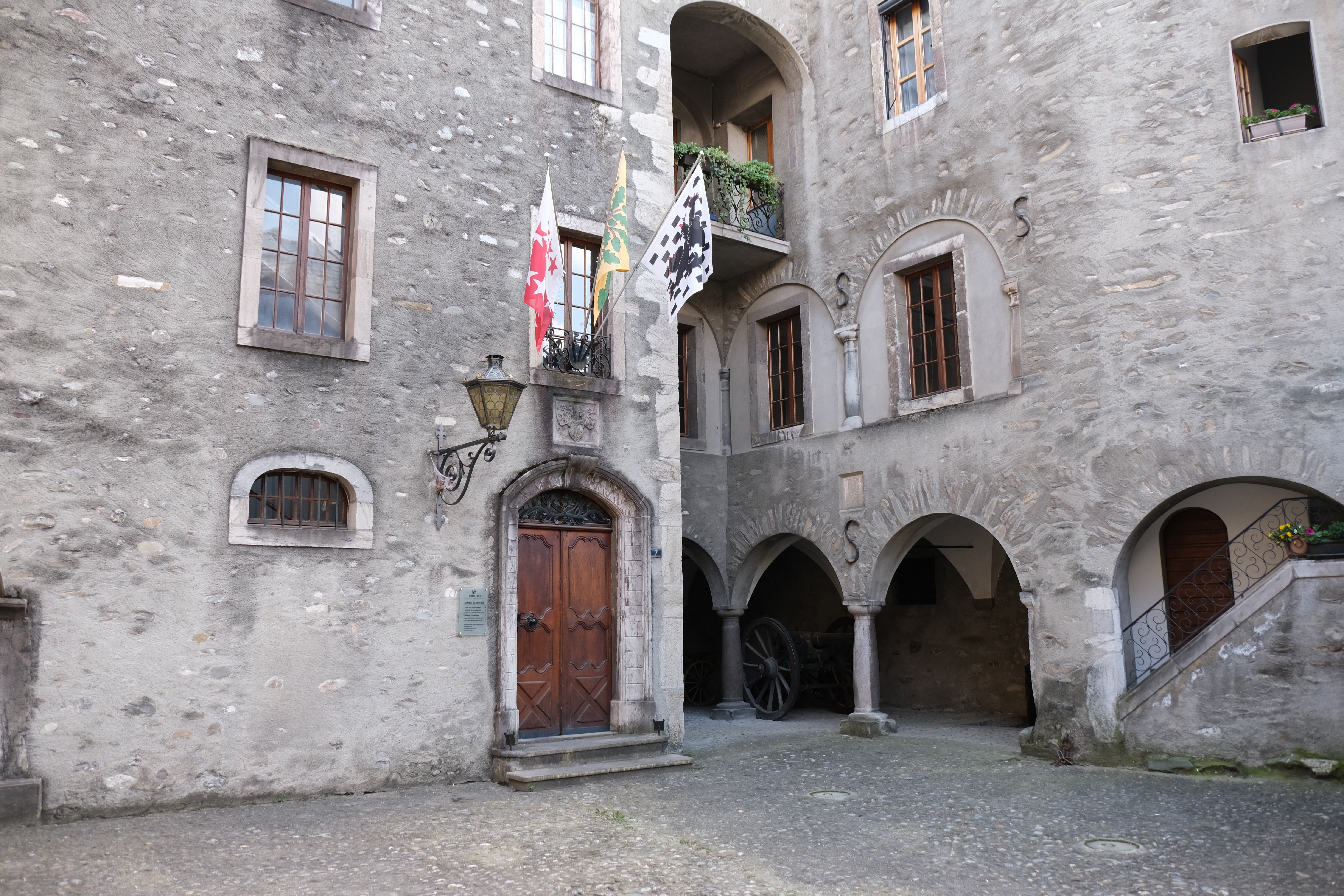
Cour du château.
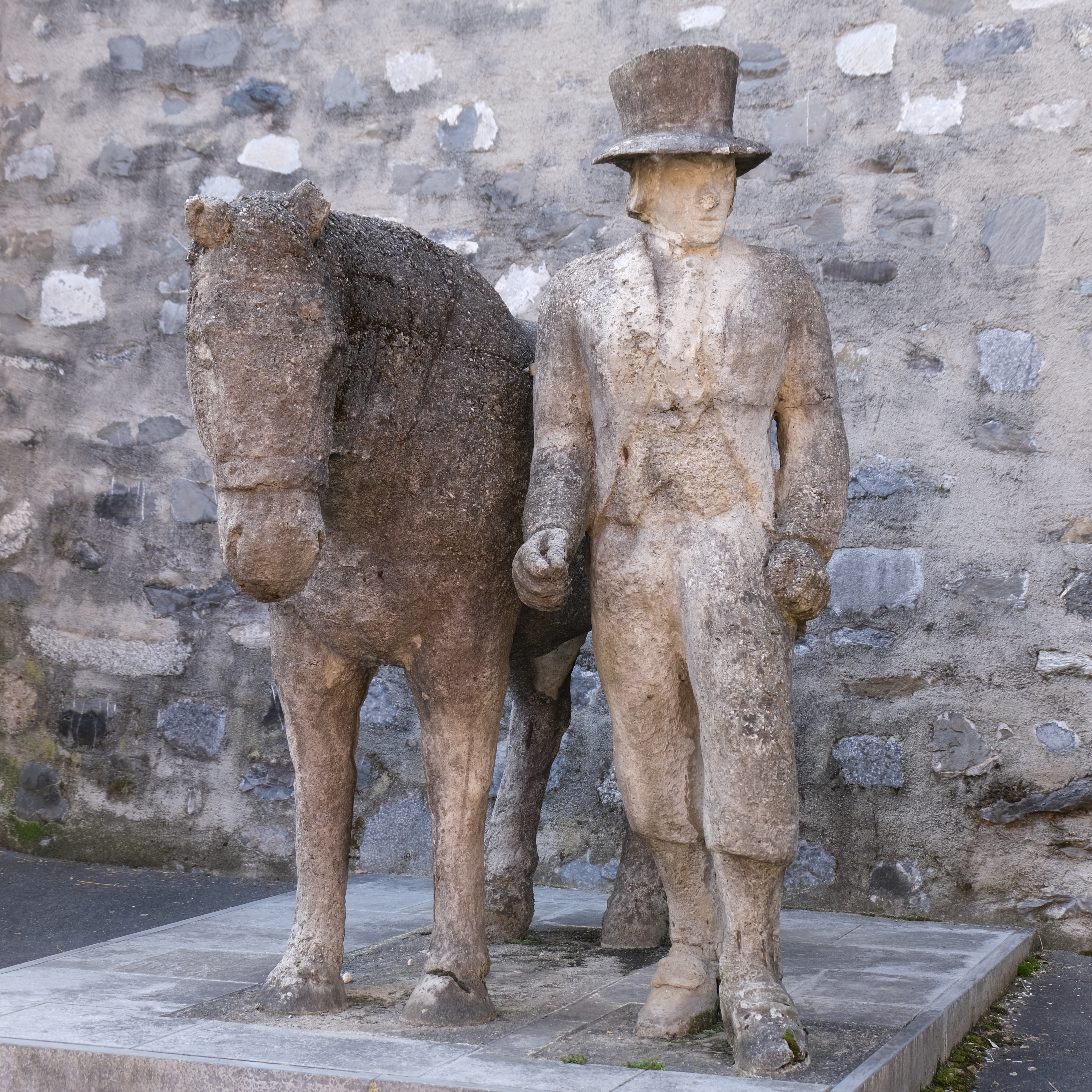
Statue du Gros Bellet.